# NGC 6286
NGC 6286 (другие обозначения — UGC 10647, IRAS16577+5900, MCG 10-24-84, PRC C-51, ZWG 299.40, ARP 293, PGC 59352) — галактика в созвездии Дракон.
Этот объект входит в число перечисленных в оригинальной редакции «Нового общего каталога».